# Forever (chanson de Mariah Carey)
Pour les articles homonymes, voir Forever.
Singles de Mariah Carey
Always Be My Baby
(1996) Underneath the Stars
(1996)
Forever est une chanson de l'artiste américaine Mariah Carey issue de l'album studio Daydream. Elle sort en single le 10 mars 1996 sous le label Columbia Records uniquement sous forme de diffusion radiophonique. Elle est écrite par Carey et Walter Afanasieff également producteurs de la chanson. Les paroles décrivent une situation où le protagoniste sait que sa relation amoureuse meurt à petit feu mais continue à y croire pour toujours.
Le clip de la chanson est un collage des différents concerts de Carey à Tokyo lors du Daydream World Tour en 1996. La plupart des scènes sont issues d'une de ses trois représentations au Japon. La chanson connaît un petit succès car elle n'est pas disponible partout et est uniquement diffusée à la radio aux États-Unis. Le magazine Billboard ne prend pas en compte les chansons qui ne sont pas sortis physiquement en single. C'est pour cette raison que la chanson n'apparaît pas dans le Hot 100 mais atteint quand même la seconde et neuvième places des classements Adult Contemporary et Pop Songs. En dehors des États-Unis, elle atteint la onzième place du palmarès canadien, la quarantième en Nouvelle-Zélande et la 47e aux Pays-Bas.

## Structure musicale
Forever est une chanson écrite par Mariah Carey et Walter Afanasieff en 1995. Elle se situe dans la tonalité de La majeur. Elle possède une progression d'accords de La, Do/Sol, Fa m/Mi, Ré et Mi tandis que la voix de Carey se situe entre les notes Mi2 et Fa4. Selon l'auteur Chris Nickson, la chanson rappelle les décennies passées. Ce retour en arrière est définie par les changements d'accords et la façon dont les arpèges des guitares « reste en avant de la mélodie ». La chanson affiche la voix subtile de Carey comme une « richesse indéniable ». Stephen Holden du magazine The New York Times dit que la chanson est une « ballade rock-and-roll des années 1950 ».

## Accueil
Ken Tucker, un journaliste d'Entertainment Weekly, fait l'éloge des instruments et « aime le tempo brisk waltz de Forever ». Forever est uniquement disponible en diffusion radiophonique aux États-Unis et ne sort pas en single dans tous les pays d'Europe. Du fait du fonctionnement de Billboard à cette époque, Forever ne peut pas entrer dans le Hot 100. Cependant, elle arrive en seconde place du classement Hot Adult Contemporary Tracks et au neuvième rang du hit-parade Pop Songs. Au Canada, la chanson atteint la onzième position du hit-parade RPM le 30 septembre 1996. En Nouvelle-Zélande, elle arrive en quarantième position et reste seulement une semaine dans le palmarès. Aux Pays-Bas, elle arrive en 47e place et reste dans le classement pendant neuf semaines.

## Clip et interprétations scéniques
Mariah Carey interprète Forever dans tous les concerts du Daydream World Tour en 1996. Le clip de Forever est tourné à Tokyo durant la tournée. On y voit un collage de scènes de Carey au Tokyo Dome. Elle porte un blouson et un pantalon noirs et a les cheveux ondulés et auburn. On peut voir également trois danseurs, un homme et deux femmes, ainsi qu'un large écran projecteur au fond.

## Versions
CD single version européenne 
1. Forever – 4:01
2. Forever (Direct) – 4:12

CD single version australienne 
1. Forever – 4:01
2. Underneath the Stars – 3:33
3. Forever (Direct) – 4:12
4. Make It Happen (Direct) – 4:43

## Crédits
- Mariah Carey – chant, auteur, productrice
- Walter Afanasieff – auteur, producteur

Crédits issus de l'album Daydream

## Classements par pays
| Pays                                               | Position |
| -------------------------------------------------- | -------- |
| Canada                                             | 11       |
| Nouvelle-Zélande                                   | 40       |
| Pays-Bas                                           | 47       |
| États-Unis Billboard Hot Adult Contemporary Tracks | 2        |
| États-Unis Pop Songs                               | 9        |

| Pays   | Position | Année | Période   |
| ------ | -------- | ----- | --------- |
| Canada | 98       | 1996  | 1995-1996 |

## Compléments